# Xiom
Xiom is een computerspel dat werd ontwikkeld door Daniel Martin. Het spel werd in 1997 uitgebracht door Magna Media/64'er voor de Commodore 64. Het denkspel is Engelstalig en kan door maximaal één persoon gespeeld worden.